# Solonghello
Solonghello – miejscowość i gmina we Włoszech, w regionie Piemont, w prowincji Alessandria.
Według danych na styczeń 2010 gminę zamieszkiwało 239 osób przy gęstości zaludnienia 48,6 os./1 km².